# Bistum Springfield-Cape Girardeau
Das Bistum Springfield-Cape Girardeau (lat.: Dioecesis Campifontis-Capitis Girardeauensis) ist eine in Missouri in den Vereinigten Staaten gelegene römisch-katholische Diözese mit Sitz in Springfield.

## Geschichte
Papst Pius XII. gründete es am 2. Juli 1956 aus Gebietsabtretungen des Bistums Saint Joseph und des Erzbistums Saint Louis, dem es auch als Suffragandiözese unterstellt wurde.

## Territorium
Das Bistum  Springfield-Cape Girardeau umfasst die 39 Counties Barry, Barton, Bollinger, Butler, Cape Girardeau, Carter, Cedar, Christian, Dade, Dallas, Dent, Douglas, Dunklin, Greene, Howell, Iron, Jasper, Laclede, Lawrence, Madison, McDonald, Mississippi, New Madrid, Newton, Oregon, Ozark, Pemiscot, Polk, Reynolds, Ripley, Scott, Shannon, Stoddard, Stone, Taney, Texas, Wayne, Webster und Wright des Bundesstaates Missouri.

## Bischöfe von Springfield-Cape Girardeau
- Charles Herman Helmsing (24. August 1956–27. Januar 1962, dann Bischof von Kansas City-Saint Joseph)
- Ignatius Jerome Strecker (11. April 1962–10. September 1969, dann Erzbischof von Kansas City in Kansas)
- William Wakefield Baum (18. Februar 1970–5. März 1973, dann Erzbischof von Washington)
- Bernard Francis Law (22. Oktober 1973–11. Januar 1984, dann Erzbischof von Boston)
- John Joseph Leibrecht (20. Oktober 1984–24. Januar 2008)
- James Vann Johnston (24. Januar 2008–15. September 2015, dann Bischof von Kansas City-Saint Joseph)
- Edward Matthew Rice, seit 26. April 2016